# Archaeosin
Archaeosin (G*) ist ein seltenes Nukleosid und kommt in der tRNA vor. Es besteht aus der β-D-Ribofuranose (Zucker) und einer Base, welche die gleichen Basenpaarungseigenschaften wie Guanin hat. Es leitet sich wie das Queuosin strukturell von Guanosin ab. Das N7-Atom des Guanins wird durch ein C7-Atom ersetzt und bildet damit das 7-Desazaguanosin, an dem weitere Substituenten angefügt werden können.
Archaeosin wurde zuerst von Kilpatrick und Walker 1982 bei der Sequenzierung von tRNA aus Thermoplasma acidophilum entdeckt. Es wurde später gezeigt, dass es in vielen Archaea-Spezies vorkommt. Es findet sich in der Dihydrouracil-Schleife an Position 15 in tRNAs. Die Änderung geschieht durch eine Austauschreaktion mittels der tRNA-Guanin-Transglykosylase (TGT). Das Enzym fügt – anstelle des ursprünglichen Guanins – das 7-Cyano-7-desazaguanin (preQ0-Base) in vitro an Position 15 ein, ohne dass an dieser Position die Phosphat-Ribose-Kette aufgebrochen wird. Da die Archaeosin-Base und 7-Aminomethyl-7-desazaguanin (preQ1-Base) durch dieses Enzym nicht in die tRNA eingebaut werden, erscheint preQ0 als eigentliches Substrat für die TGT. Es ist daher ein Schlüsselenzym für diesen Biosyntheseweg zum Archaeosin in Archaea-tRNAs.